# Shūtarō Shōji
Shūtarō Shōji (東海林周太郎?, Shōji Shūtarō; Yamagata, 12 novembre 1933 – Fujisawa, 15 luglio 2017) è stato un cestista e allenatore di pallacanestro giapponese.

## Carriera
Con il Giappone ha partecipato alle Olimpiadi del 1956 e a quelle del 1960, disputando complessivamente 14 partite.